# Nikos Stavropoulos
Nikos Stavropoulos, en griego: Νίκος Σταυρόπουλος , (nacido el 17 de junio de 1959 en Larissa, Grecia) es un exjugador  griego de baloncesto. Con 1.96 de estatura, jugaba en el puesto de base. Después de retirarse se convertiría en entrenador de baloncesto.

## Trayectoria
- 1975-1984  GE Larissa
- 1984-1992 PAOK Salónica BC
- 1992-1994 Iraklis BC